# Ołeksandr Wołkow
Ołeksandr Anatolijowycz Wołkow, ukr. Олександр Анатолійович Волков (ur. 28 marca 1964 w Omsku) – ukraiński koszykarz występujący m.in. w reprezentacji ZSRR i Ukrainy oraz w NBA, a także trener, działacz sportowy i polityk. Złoty medalista Igrzysk Olimpijskich 1988 z reprezentacją Związku Socjalistycznych Republik Radzieckich.

## Życiorys
Absolwent Kijowskiego Instytutu Kultury Fizycznej (1987). W trakcie kariery zawodowej reprezentował barwy takich klubów jak: Budiwelnyk Kijów (1981–1986, 1988–1989), CSKA Moskwa (1986–1988), Atlanta Hawks (1989–1992), Panasonic Reggio Calabria (1992–1993), Panathinaikos (1993–1994) i Olympiakos (1994–1995).
W połowie lat 90. formalnie zakończył karierę sportową. W 1998 wystąpił w ukraińskiej drużynie narodowej. Okazjonalnie grywał jeszcze w latach 2000–2002 w założonym przez siebie klubie BK Kijów. Od sierpnia 1999 do stycznia 2000 kierował rządowym komitetem ds. kultury fizycznej i sportu.
W wyborach w 2006 został wybrany na posła do Rady Najwyższej V kadencji z listy krajowej Bloku Nasza Ukraina. W trakcie kadencji zmienił przynależność polityczną, przechodząc na stronę Wiktora Janukowycza i Partii Regionów. Z ramienia tego ugrupowania w przedterminowych wyborach w 2007 uzyskał mandat deputowanego VI kadencji. Również w 2007 został prezesem Federacji Koszykówki Ukrainy. W 2012 po raz kolejny wszedł do parlamentu.

## Osiągnięcia z reprezentacją ZSRR
- 1985: mistrzostwo Europy
- 1986: wicemistrzostwo świata
- 1987: wicemistrzostwo Europy
- 1988: złoty medal igrzysk olimpijskich
- 1989: brązowy medal mistrzostw Europy
- 1990: wicemistrzostwo świata

## Statystyki w NBA
| Rok       | Drużyna | MPG  | PPG | APG | RPG | SPG | BPG |
| --------- | ------- | ---- | --- | --- | --- | --- | --- |
| 1989–1990 | ATL     | 13,0 | 5,0 | 1,2 | 1,7 | 0,5 | 0,3 |
| 1991–1992 | ATL     | 19,7 | 8,6 | 3,2 | 3,4 | 0,9 | 0,4 |